# Antônio da Silva
Antônio da Silva (Río de Janeiro, 13 de julio de 1978) es un exfutbolista brasileño. Jugaba de mediocampista.

## Clubes
| Club                   | País     | Año         |
| ---------------------- | -------- | ----------- |
| Eintracht Frankfurt II | Alemania | 1997 - 1999 |
| SV Wehen               | Alemania | 1999 - 2003 |
| 1. FSV Maguncia 05     | Alemania | 2003 - 2006 |
| VfB Stuttgart          | Alemania | 2006 - 2008 |
| Karlsruher SC          | Alemania | 2008 - 2009 |
| FC Basel               | Suiza    | 2009 - 2010 |
| Borussia Dortmund      | Alemania | 2010 - 2012 |
| MSV Duisburgo          | Alemania | 2012 - 2013 |

## Palmarés

### Campeonatos nacionales
| Título                 | Club              | País     | Año     |
| ---------------------- | ----------------- | -------- | ------- |
| 1. Bundesliga          | VfB Stuttgart     | Alemania | 2007    |
| Super Liga Suiza       | FC Basel          | Suiza    | 2009-10 |
| Copa Suiza             | FC Basel          | Suiza    | 2009-10 |
| Bundesliga de Alemania | Borussia Dortmund | Alemania | 2010/11 |
| Bundesliga de Alemania | Borussia Dortmund | Alemania | 2011/12 |